# Les Craft
Leslie Dee Craft, detto Les (Bozeman, 2 settembre 1960), è un ex cestista statunitense, professionista in Italia e in Spagna.

## Carriera
Venne selezionato dai Cleveland Cavaliers al terzo giro del Draft NBA 1983 (66ª scelta assoluta).